# Джозефін Ленґфорд
Джозефін Ленґфорд (англ. Josephine Langford) — австралійська акторка, яка отримала найбільшу популярність завдяки ролі Дарсі Чапман у фільмі «Бійся своїх бажань» та ролі Тесси Янг у пенталогії «Після».

## Кар'єра
Джозефін Ленґфорд народилася 18 серпня 1997 року в Перті, Австралія. Через рік після своєї сестри Кетрін Ленґфорд. Вона є дочкою Елізабет Ленґфорд (уродженої Ґрін) і доктора Стівена Ленґфорда
У 2013 році Джозефін зіграла студентку в короткометражці «Sex Ed», в 2014 році — виконала роль Рене Армстронг в короткометражному хоррорі «Gypsy Blood». У 2017 році Джозефін взяла участь у зйомках сай-фай драми «Пульс».
Проривом для актриси стала роль Дарсі Чапман в американському фільмі жахів «Бійся своїх бажань». Її партнеркою по фільму була Джої Кінг. У тому ж 2017 році Джозефін можна було побачити в серіалі «Вовча яма». У липні 2018 року видання  Deadline оголосило, що Джозефін Ленґфорд виконає головну роль в  екранізації роману Анни Тодд «Після». Джозефін сказала з цього приводу наступне:

«Я дуже схвильована тим, що є частиною 'Після' і маю можливість втілити в життя Тессу».

## Фільмографія
| Рік  |   | Українська назва       | Оригінальна назва | Роль                                        |
| ---- | - | ---------------------- | ----------------- | ------------------------------------------- |
| 2017 | ф | Бійся своїх бажань     | Wish Upon         | Дарсі Чапман                                |
| 2017 | с | Вовча яма              | Wolf Creek        | Емма Веббер (Епізоди: «Journey», «Outback») |
| 2019 | ф | Після                  | After             | Тесса Янг                                   |
| 2019 | с | Назустріч пітьмі       | Into the Dark     | Клер Сінґер (Епізод: «They Come Knocking»)  |
| 2020 | ф | Після сварки           | After We Collided | Тесса Янг                                   |
| 2021 | ф | Бунтарки               | Moxie             | Емма Каннінгем                              |
| 2021 | ф | Після падіння          | After Ever Happy  | Тесса Янг                                   |
| 2022 | ф | Джіджі та Нейт         | Gigi & Nate       | Кеті                                        |
| 2022 | ф | Після. Довго і щасливо | After Ever Happy  | Тесса Янг                                   |
| 2023 | ф | Після. Назавжди        | After Everything  | Тесса Янг                                   |
| 2023 | ф | Інша Зої               | The Other Zoey    | Зої Міллер                                  |

## Нагороди та номінації
| Рік  | Нагорода           | Категорія                         | Фільм | Результат | Пос.  |
| ---- | ------------------ | --------------------------------- | ----- | --------- | ----- |
| 2019 | Teen Choice Awards | Найкраща акторка у фільмі-драмі   | Після | Перемога  | [ 2 ] |
| 2021 | Just Jared Awards  | Улюблена акторка 2021 року        | Н/Д   | Перемога  | [ 3 ] |
| 2022 | Just Jared Awards  | Улюблена молода акторка 2022 року | Н/Д   | Перемога  | [ 4 ] |